# Eight Mile Brook (dopływ Six Mile Brook)
Eight Mile Brook (do 26 marca 1976 Eightmile Brook) – strumień (brook) w kanadyjskiej prowincji Nowa Szkocja, w hrabstwie Pictou, płynący w kierunku północno-wschodnim i uchodzący do Six Mile Brook; nazwa Eightmile Brook urzędowo zatwierdzona 22 marca 1926.